# Sinestro
Sinestro (volledige naam: Thaal Sinestro) is een superschurk uit de strips van DC Comics. Hij werd bedacht door John Broome en Gil Kane. Sinestro is de voormalige mentor en aartsvijand van Hal Jordan, alias de superheld Green Lantern. Sinestro maakte zijn debuut in Green Lantern (vol. 2) #7 (juli-augustus 1961).

## Biografie
Sinestro is een inwoner van de planeet Korugar, in de ruimtesector 1417. Hij was aanvankelijk lid van het Green Lantern Corps, en stond bekend als een van de beste Green Lanterns. Naarmate de tijd verstreek raakte Sinestro steeds meer geobsedeerd door het niet alleen beschermen van zijn sector, maar ook de orde bewaken in de gemeenschap tegen elke prijs. Hij concludeerde dat dit het beste kon worden bereikt door Korugar te veroveren en als een dictator te heersen.
Toen Hal Jordan bij de Green Lantern Corps kwam, werd Sinestro zijn mentor. Jordan schrok enorm van zijn mentor’s fascistische methodes, maar Sinestro bleef erbij dat alleen met een ijzeren vuist men een planeet werkelijk kon beschermen. Toen Jordan de hulp inriep van andere Green Lanterns kwam Sinestro’s ware aard aan het licht, en moest hij voor de Guardians of the Universe verschijnen om verantwoording af te leggen voor zijn daden. Als straf voor het misbruiken van zijn macht werd Sinestro geschorst uit het Green Lantern Corps, en verbannen naar een andere dimensie. Hier belandde hij op de planeet Qward, een tegenpool van de planeet Oa (waar de Green Lanterns hun kracht van kregen). Sinestro werd gevonden door de Weaponers, een ras dat net als hij de Guardians en de Green Lanterns haatte. Hij vormde een bondgenootschap met hen, en kreeg van hen een gele versie van de Green Lanterns power ring, welke wordt aangedreven door de emotie "angst". Met deze ring werd Sinestro de grootste tegenstander van de Green Lanterns. Hij vormde met name een bedreiging omdat de Green Lantern Power ringen niks konden uithalen tegen de kleur geel.
Sinestro beging vele wandaden, waaronder het uitmoorden van hele planeten. Hij werd gevangen en ter dood veroordeeld, maar wist zelfs de dood te slim af te zijn door zijn bewustzijn over te brengen op de centrale krachtbron van de Green Lanterns. Hier werd hij verslagen door Hal Jordan,en zou voortaan als geest opgesloten blijven in de krachtbron. Door Sinestro’s toedoen werd Jordan tijdens zijn verblijf in de krachtbron geïnfecteerd door het wezen Parallax. Toen Jordan geheel was overgenomen door dit wezen en zijn mede Green Lanterns aanviel, lieten de Guardians Sinestro weer vrij zodat hij Parallax kon stoppen. Sinestro hield zich echter verborgen om te zien hoe Jordan langzaam werd wat hij zelf ook was: een verrader en moordenaar.
Sinestro hield zich een tijdje schuil tot de terugkeer van Hal Jordan, die nu vrij was van de invloed van Parallax. Hij werd lid van de Injustice League en de Secret Society of Super Villains. Tevens richtte hij zijn eigen versie van het Green Lantern Corps op; het Sinestro Corps. Hij vormde dit team door gele power rings te geven aan de meest gevreesde wezens uit het universum. Hoe groot hij zijn organisatie maakte is niet bekend, maar het team vormt een grote bedreiging voor de Green Lanterns.

## In andere media
- Sinestro is een schurk in de serie Challenge of the Super Friends, waarin zijn stem werd ingesproken door Vic Perrin en later Don Messick.
- Sinestro werd gespeeld door komiek Charlie Callas in Legends of the Superheroes.
- Sinestro is ook een personage in het DC Animated Universe. Deze versie van Sinestro maakte zijn debuut in Superman: The Animated Series. Zijn oorsprong en de herkomst van zijn gele powerring worden hierin niet onthuld. Sinestro komt ook voor in een aflevering van de serie Static Shock en is een personage in de series Justice League en Justice League Unlimited.
- Sinestro komt voor in het vijfde seizoen van de serie The Batman.
- Sinestro wordt gespeeld door Mark Strong in de film Green Lantern uit 2011. In deze film is hij nog de leider van de Green Lantern Corps.